# Castello di Virgoletta
Il castello di Virgoletta è una struttura militare, oggi ad uso civile, situato a Virgoletta, frazione di Villafranca in Lunigiana, in provincia di Massa Carrara.

## Storia e descrizione
Il castello di Virgoletta fu costruito tra il XII e il XIII secolo dalla famiglia feudale dei Corbellari, signori di una piccola feudalità diffusa in Lunigiana, che possedevano anche Castiglione del Terziere. In seguito, Franceschino di Obizzone Malaspina rese Virgoletta un feudo autonomo, separandolo dal più ampio feudo di Filattiera ormai frammentato, e ampliando e fortificando la struttura originale.
Nel XV secolo, Galeotto di Campofregoso conquistò il castello, iniziando una lenta opera di ristrutturazione e trasformazione in una residenza signorile. In seguito al terremoto del 1920, il castello subì significativi interventi di rimaneggiamento.

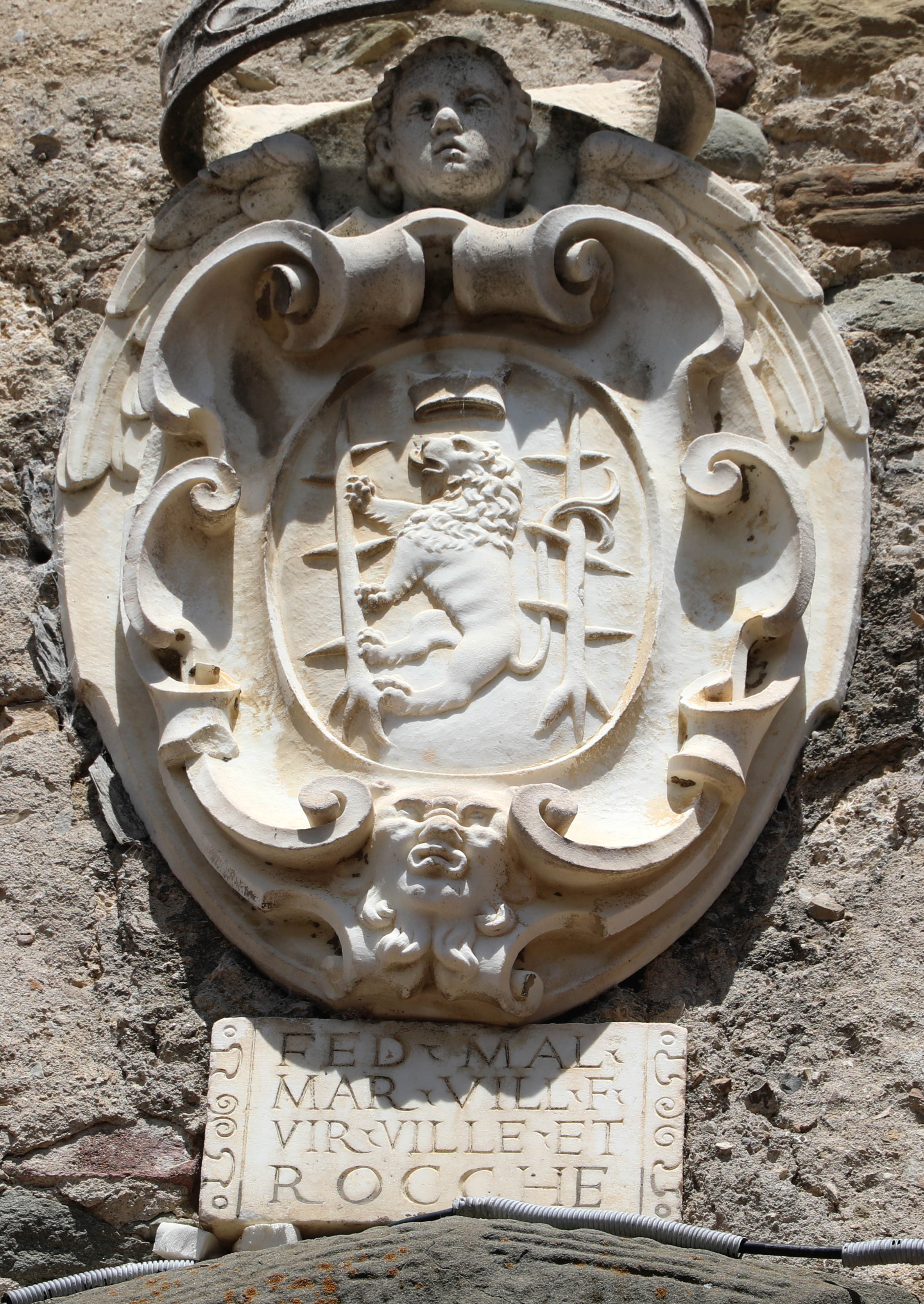
Stemma Malaspina del Leone
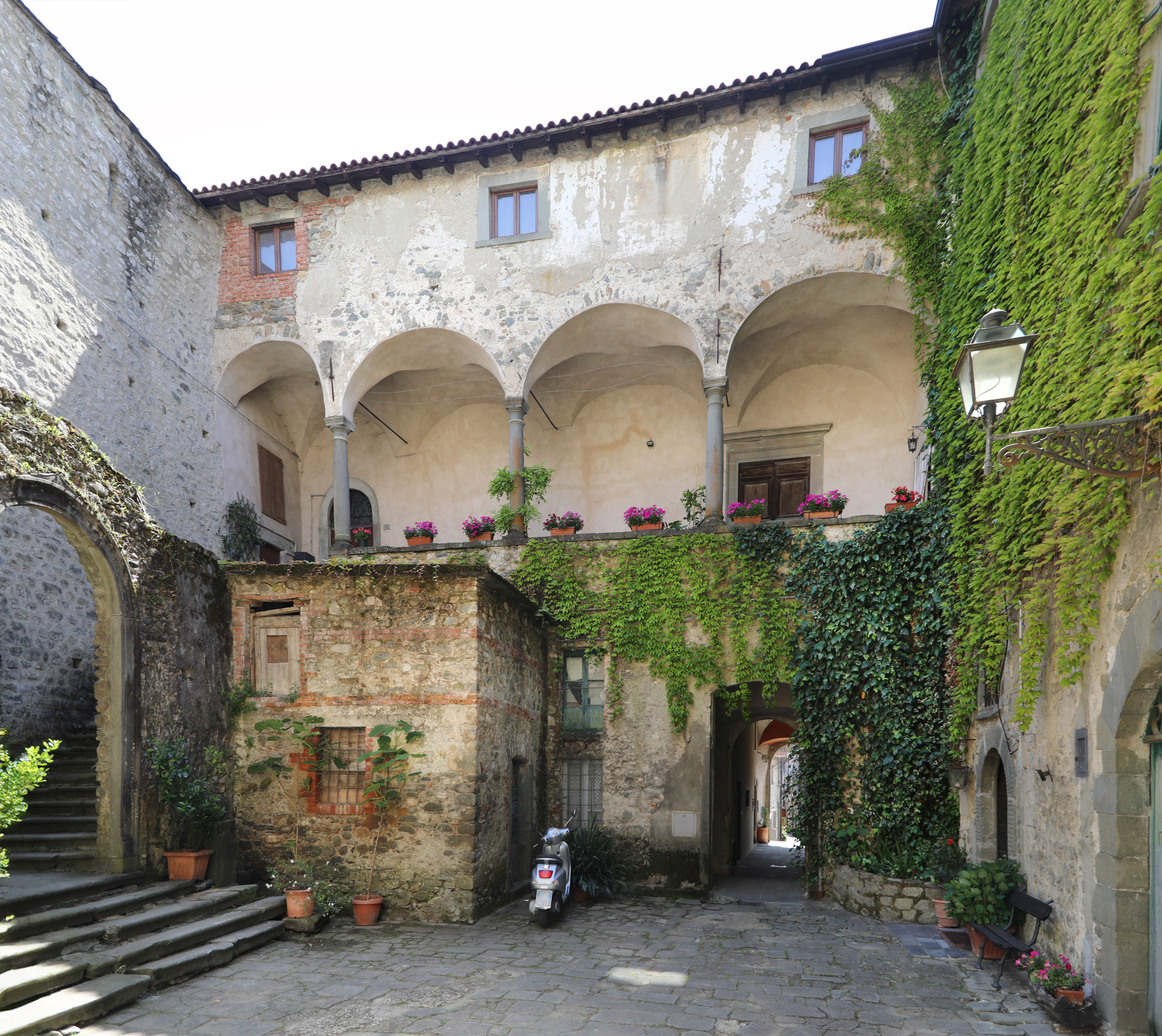
Cortile (loggiato)
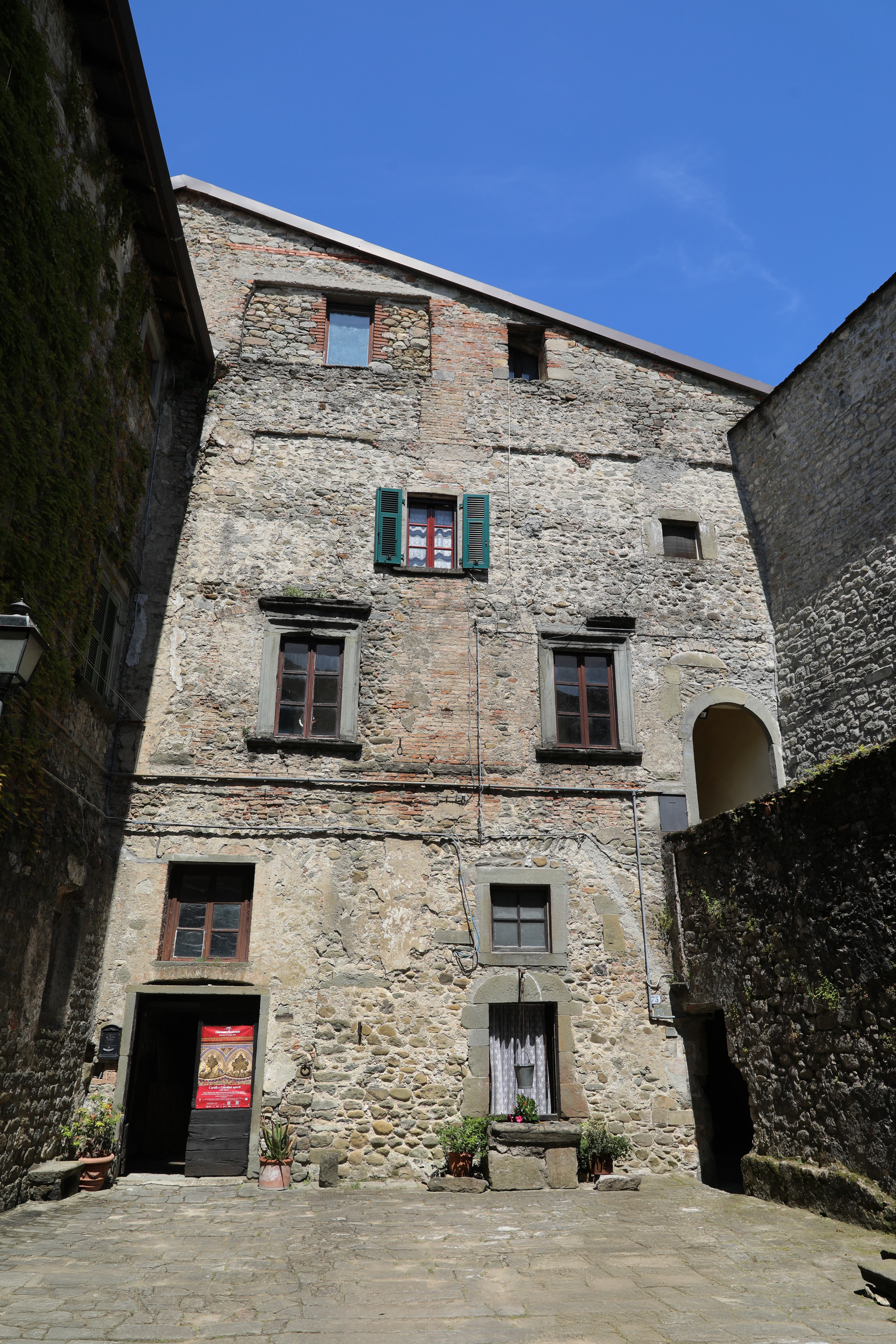
Cortile